# Гагарин, Сергей Павлович
Князь Сергей Павлович Гагарин (1818—1870) — архангельский и саратовский губернатор, действительный статский советник.

## Биография
Происходил из княжеского рода Гагариных. Родился в 1818 году в семье Павла Павловича Гагарина; по матери — внук Григория Ивановича Глазенапа.
В службу вступил канцеляристом 6-го департамента Сената 19 мая 1834 года, ещё во время обучения на словесном отделении Московского университета, курс которого окончил в следующем, 1835 году. Затем он был переведён в ведомство Московской дирекции училищ на должность смотрителя училища. В 1843 году он был пожалован в придворное звание Камер-юнкера.
После женитьбы 19 июля 1845 года вернулся на службу. Был определён чиновником особых поручений к Рижскому военному генерал-губернатору. В 1852—1859 годах занимал должность вице-губернатора в Пензенской губернии и в 1855 году был награждён орденом Св. Анны 2-й степени с императорской короной.
В июле 1864 года был произведён в действительные статские советники; в следующем году был командирован в Нижний Новгород для собрания статистических сведений о ходе торговли на Нижегородской ярмарке в июне 1865 года.
С 5 августа 1866 года был назначен «исправляющим должность Архангельского губернатора». При нём был разработан план колонизации Мурмана (Мурманского берега Кольского полуострова). Негативным эффектом плана стало более выгодное положение иностранцев, которые пользовались теми же правами, что и русские колонисты, но при этом не зависели от запаздывающих правительственных ссуд. План был утвержден императором Александром II 22 ноября 1868 года.
Много занимался решением транспортных проблем губернии, некоторые его железнодорожные планы были реализованы только в XX веке. Организовал регулярное морское сообщение Мурмана с Норвегией. Привлекал на север учёных, использовал научные знания политических ссыльных. Многое было сделано для развития мореходного образования (в частности, мореходный класс в Сумском Посаде). Гагарин предлагал построить канал между Онежской губой Белого моря и Онежским озером, но эта идея не была поддержана правительством. В 1867 году был избран первым почётным гражданином Архангельска. В 1868 году был награждён орденом Св. Станислава 1-й степени. Кроме российских наград имел иностранные ордена: шведский командорский крест ордена Св. Олафа и турецкий орден Меджидие 2-й степени.
Из-за ухудшения состояния здоровья был по его просьбе переведён на должность губернатора в Саратов и в этой должности 3 (15) октября 1870 года — в Казани. Похоронен в селе Троицком в фамильном склепе склепе рядом с Троицким храмом.

## Семья
В 1845 году, как было записано в метрической книге Спасской церкви Московской округи села Спасского: «июня четвертого числа женился бывший Камер-Юнкер Двора Его Императорского Величества, князь Сергей Павлович сын Гагарин, в звании Титулярного Советника, первым браком, православного исповедания, 26 лет, взял за себя вольноотпущенную девицу, князем Павлом Павловичем сыном Гагарина, Екатерину Васильевну, первым браком, православного исповедания, 22 лет». Фамилия Екатерины Васильевны нигде не упоминается — возможно, её и не было. В браке родилось 12 детей: Вера (1846—?), Нина (1847—?), Софья (1848—?), Павел (1850—1886), Сергей (1852—?), Николай (1854—?), Александр (1856—?), Мария, Ольга, Екатерина, Елена, Иван (19.01.1863—1892).
«В апреле 1888 года Екатерина Васильевна, мать Ивана Сергеевича, подала прошение в Нижегородское Дворянское Депутатское собрание о выдаче ей документа – Свидетельства о княжеском её достоинстве. Просьба её была удовлетворена 24 мая 1888 года. А через год, в декабре 1889 года, аналогичное прошение подал Иван Сергеевич, и 12 марта 1890 года получил копию протокола собрания о присоединении его к пятой части дворянской родовой книги Нижегородской губернии к фамилии князей Гагариных (Свидетельство за № 71 о том же). Однако в связи со смертью в Ялте Ивана Сергеевича Гагарина в 1892 году это Свидетельство было возвращено в Дворянское Депутатское Собрание для уничтожения». 